# Protictis
Protictis – rodzaj ssaka drapieżnego żyjącego w paleocenie, około 63 milionów lat temu. Holotypowa czaszka jednego z gatunków, P. simpsoni, jest najstarszą znaną czaszką któregokolwiek przedstawiciela Carnivora.